# 黃吉
黃吉（？—？），字子修，號九岡，直隸大名府開州長垣縣人，民籍，明朝政治人物。

## 生平
順天府鄉試第一百十名舉人。嘉靖三十二年（1553年）中式癸丑科三甲第九十二名進士。礼部观政，授湖广岳州府推官，卒。

## 家族
曾祖黃玉；祖父黃釗；父黃誡，母宋氏。兄黄檠、弟黄甲。